# Kostel svatého Prokopa (Přepychy)
Kostel svatého Prokopa je římskokatolický farní kostel v Přepychách. Je chráněn jako kulturní památka České republiky. Nachází se u Farského rybníka.

## Historie
Původně gotický kostel je připomínán k roku 1355. Za majitele panství, pana Mikuláše Trčky z Lípy a Lichtenburka, v roce 1506 bylo na východní straně kostela postaveno presbyterium. Renesančně byl přestavěn v roce 1574.

## Architektura
Loď je obdélná se strmými štíty, zaklenutá valenou klenbou s třemi páry nadokenních výsečí. Trojramenný kůr na čtyřech okosených pilířích je podklenut křížovými hřebínkovými klenbami. Na východě se k ní připojuje pětiboký presbytář se sakristiemi po bocích, při severozápadním nároží věž a na západním průčelí schodišťová vížka a předsíňka. Kostel je vybudován z lomového opukového zdiva s ojedinělými zlomky cihel. Cihly jsou použity ve štítech, v římsách, špaletách a v záklencích otvorů. Stěny lodi jsou členěny opěráky. Lomená, štíhlá, dodatečně rozšířená okna lodi nejsou původní, fragmenty dvou starších okének jsou na západní části jižní stěny lodi. Původní nejsou ani koruny zdí lodi, obě věže a jižní sakristie.

## Interiér
Zařízení kostela je z roku 1774.

## Bohoslužby
Bohoslužby se konají v neděli v 10.00 a v pátek v 18.00 (v době zimního času v 17.00)

## Další fotografie

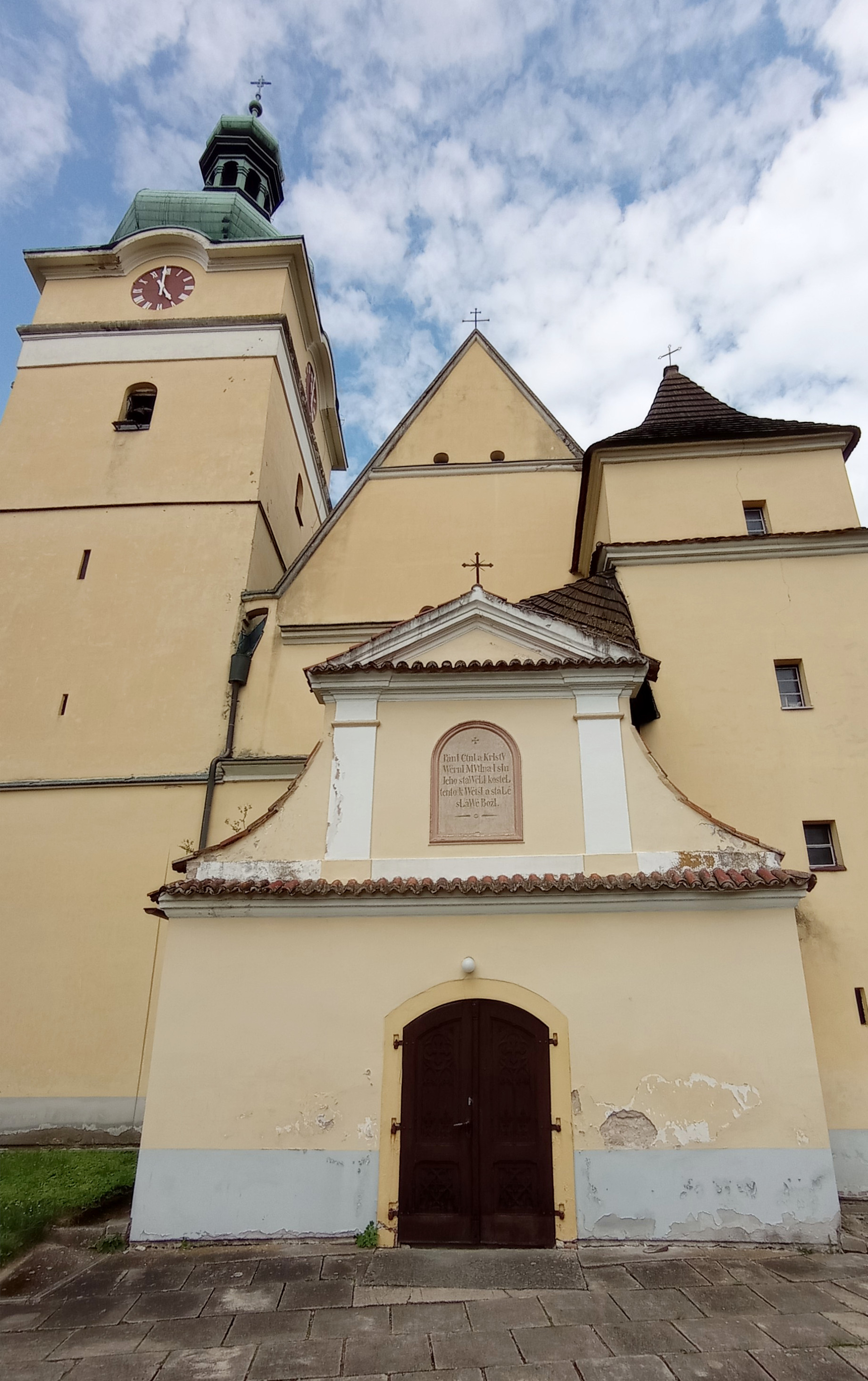
Západní část stavby
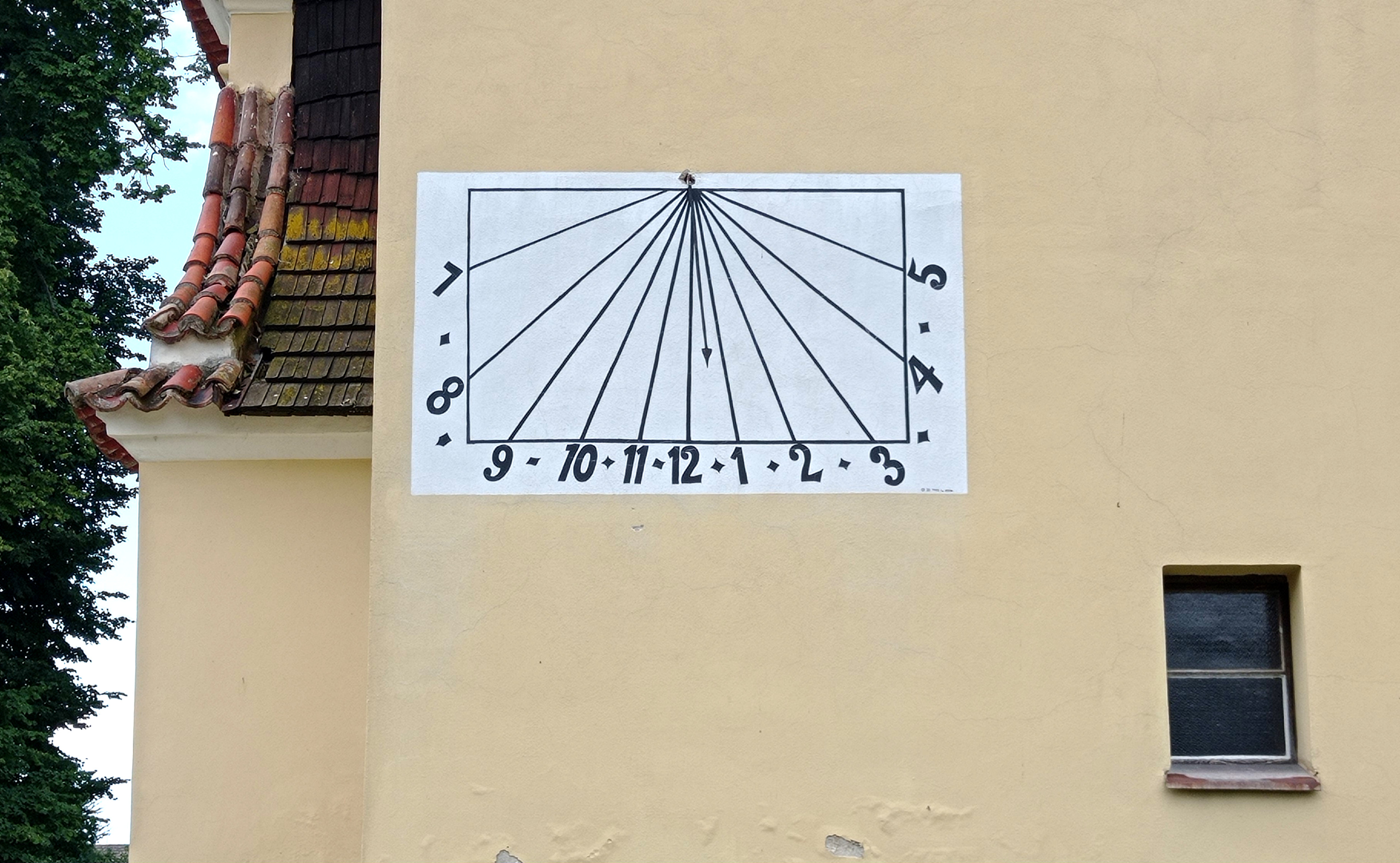
Sluneční hodiny
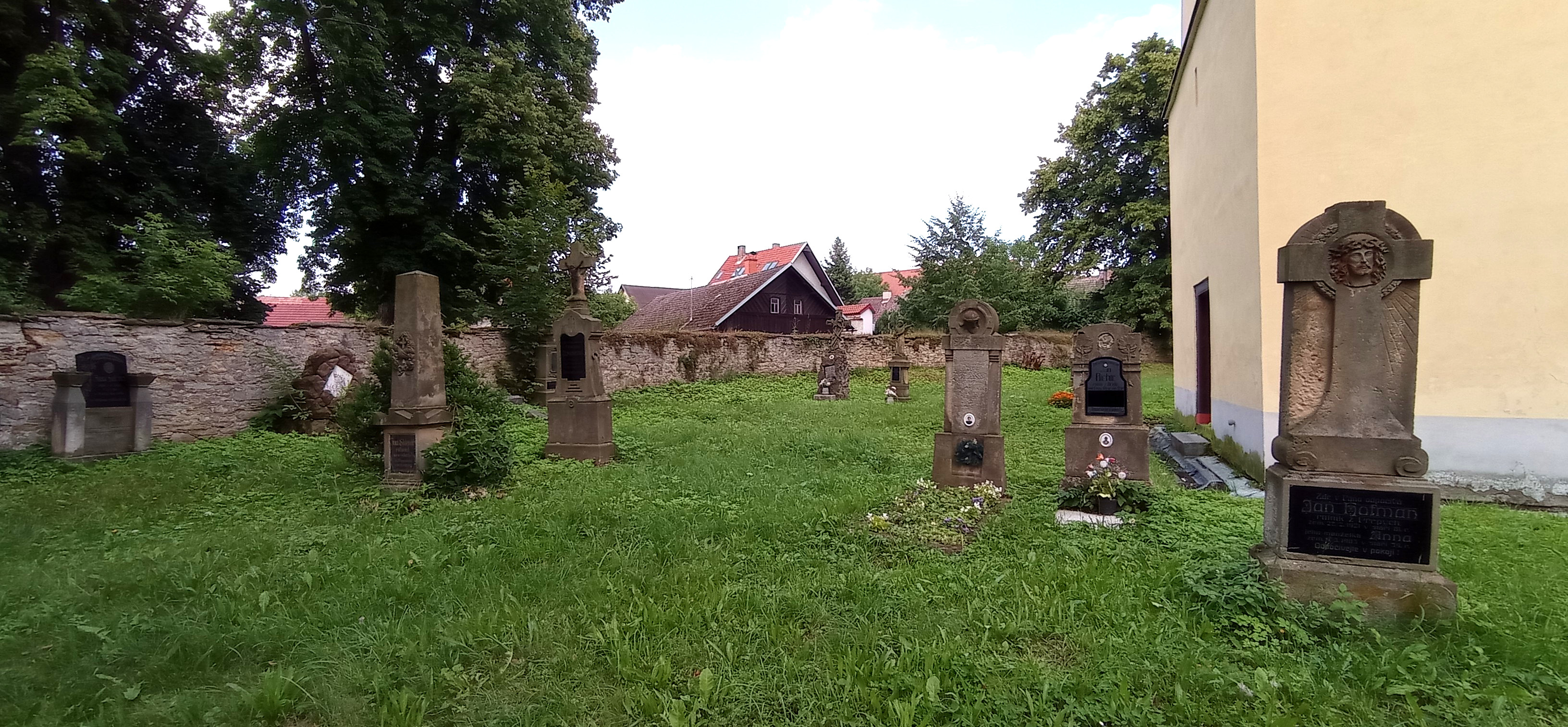
Starý hřbitov kolem budovy
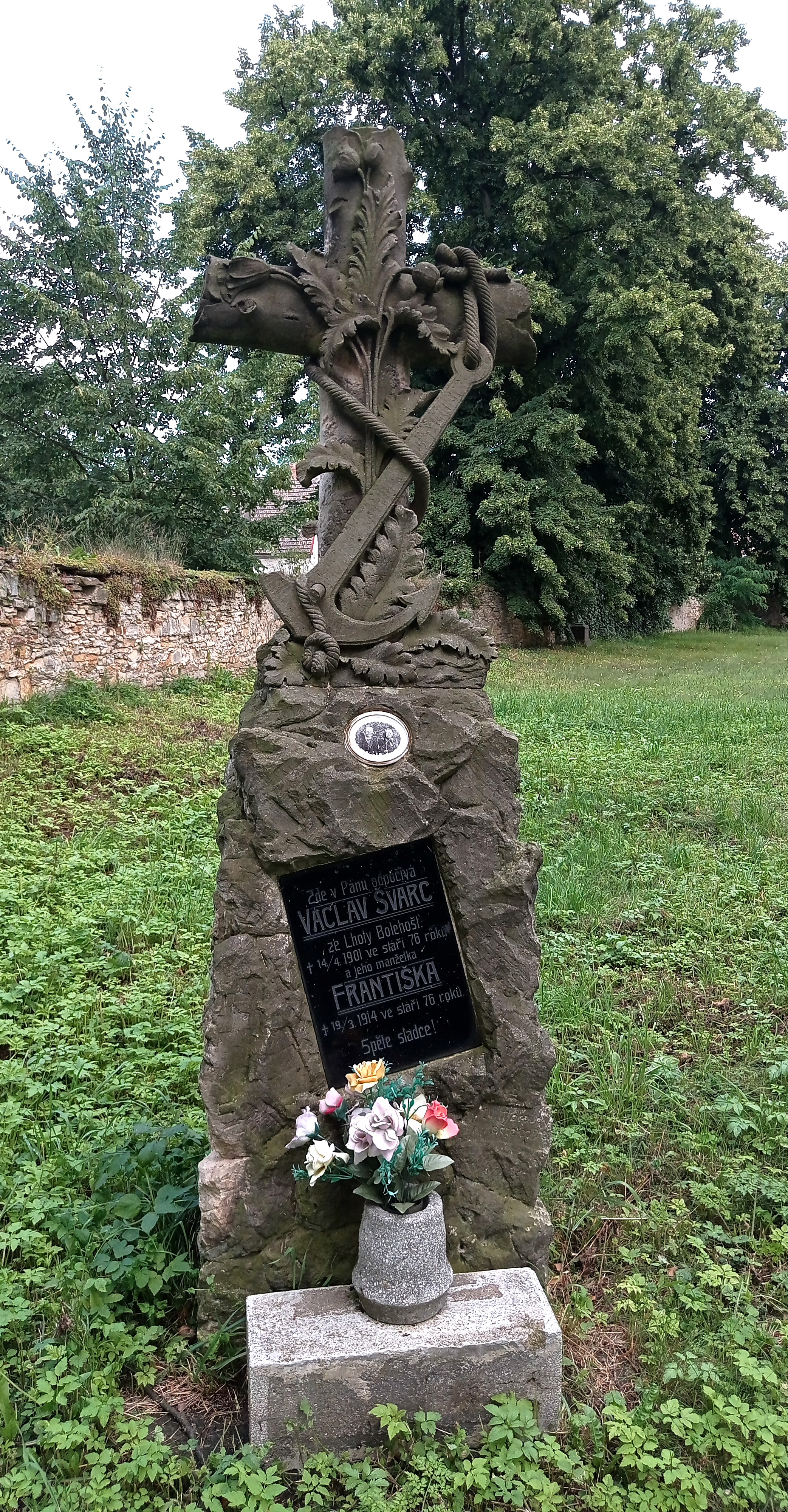
Jeden z bohatě zdobených náhrobků
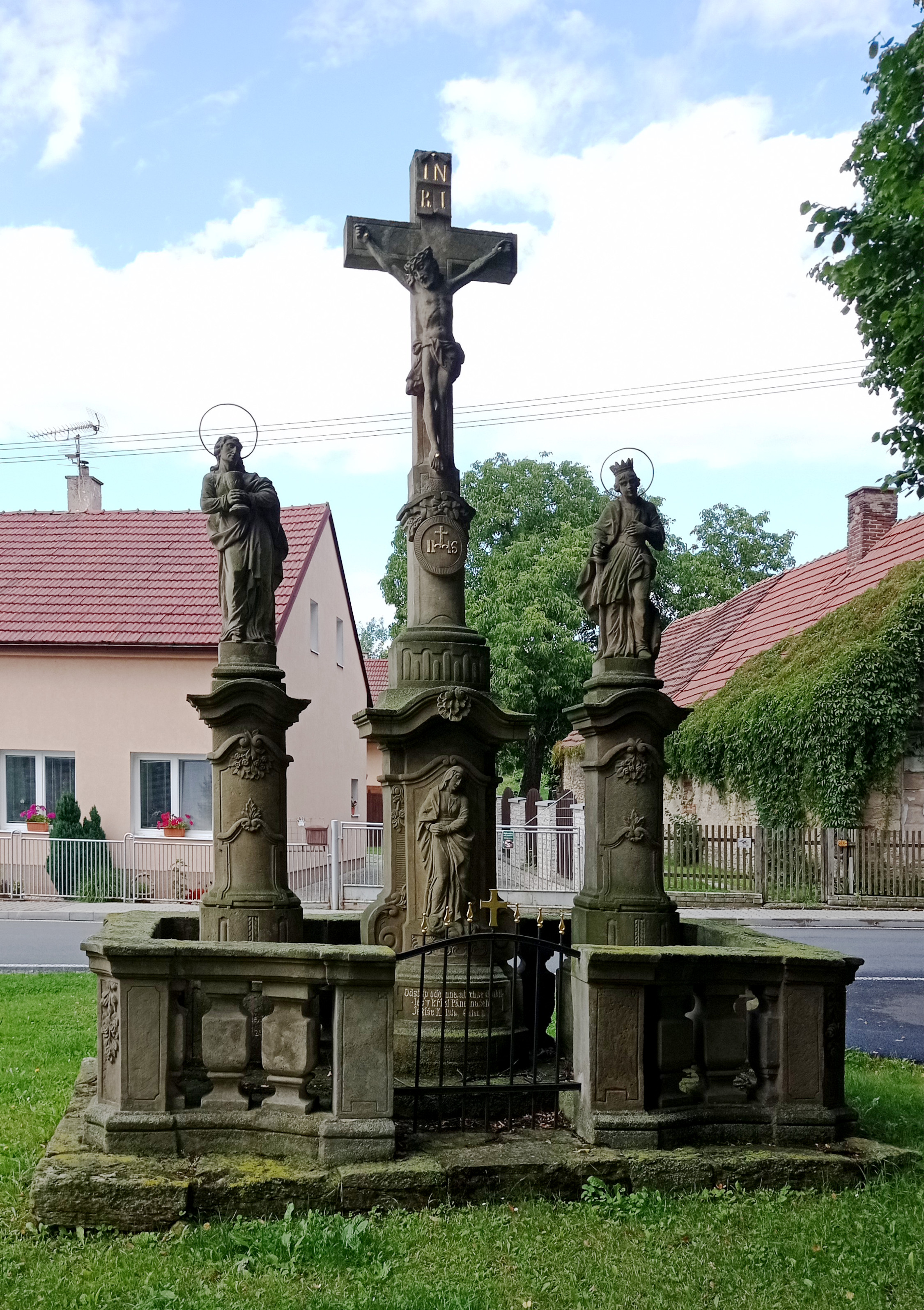
Krucifix, sv. Kateřina Alexandrijská a sv. Jan u kostela